# Orgel der Jacobikerk Uithuizen
Die Orgel der Jacobikerk in Uithuizen in der niederländischen Provinz Groningen wurde im Jahr 1701 von Arp Schnitger gebaut. Sie verfügt über 28 Register, die auf zwei Manuale und Pedal verteilt sind. Das Instrument ist eine der am besten erhaltenen Schnitger-Orgeln. Die Orgel diente als Vorlage für Orgelneubauten im 20. Jahrhundert und zur Rekonstruktion verlorener Register anderer Schnitger-Orgeln.

## Baugeschichte

### Neubau durch Schnitger 1701

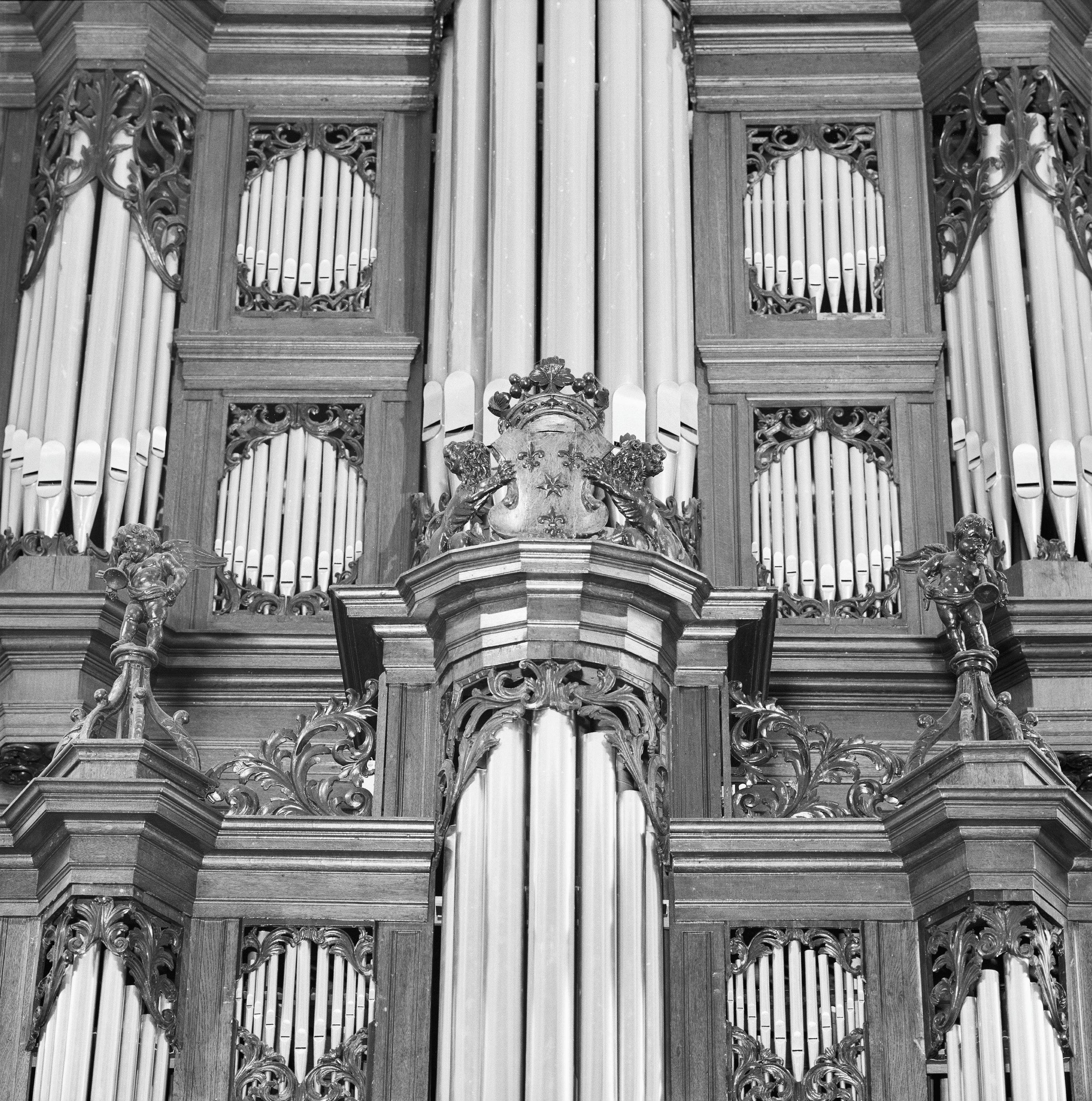
Aufbau auf dem Rückpositiv mit Wappen der van Menkema

Aus der zweiten Hälfte des 17. Jahrhunderts sind Rechnungen über Orgelreparaturen belegt, die auf die Existenz einer Orgel hinweisen. Schnitger übernahm jedoch von der Vorgängerorgel keine Register für seinen Orgelneubau. Die Kirchengemeinde schloss am 26. März 1699 einen Vertrag mit Schnitger über eine neue Orgel mit 27 Registern. Für Lohn und Material wurden 1600 Caroligulden vereinbart, mit dem Möbeltischler Allert Meijer 900 Caroligulden für das Gehäuse und die Orgelempore. Schnitger baute auf eigene Kosten ein zusätzliches Register ein, sodass die Orgel bei der Abnahme 28 Register umfasste. Über den Verdienst an seinen Orgeln in Uithuizen und Groningen (Academie-Kerk) äußerte sich Schnitger wie folgt: „An diesen beiden Werken habe ich nichts verdient, weil ich an diesen Orten zwei Schelme und Tagediebe als Gesellen hatte, die wohl viel verzehrt, aber nichts für mich verdient haben. Gott wird ihnen ihren Lohn geben.“ Das Pedal wurde hinterständig hinter das Hauptwerkgehäuse aufgestellt. In ihrer Zeit war die Orgel in Uithuizen die größte niederländische Dorforgel.
Das Gehäuse von Meijer ist äußerst kunstfertig hergestellt. Im 19. Jahrhundert erhielt das holzsichtige Eichenholz einen dunkelbraunen Firnis. Das Hauptwerkgehäuse findet seine verkleinerte Entsprechung im Rückpositiv in der Emporenbrüstung. Beide Manualwerke sind fünfachsig mit einem überhöhten, polygonalen Mittelturm und zwei Seitentürmen in Trapezform. Diese Form ist bei Schnitger ungewöhnlich, der ansonsten spitze Seitentürme verwendete. Die drei Pfeifentürme werden durch zweigeschossige Flachfelder verbunden. Die oberen Flachfelder im Hauptwerk sind stumm, im Rückpositiv die unteren. In allen vier Seitentürmen ist jeweils die äußerste Pfeife stumm. Von den jeweils 67 Prospektpfeifen sind 43 klingend.
Der Mittelturm des Rückpositivs wird vom Wappen der Patronatsfamilie Alberda van Menkema bekrönt. Zwei aufsteigende Löwen halten einen Schild. Das seitliche Schleierwerk zeigt durchbrochene Akanthusranken mit Voluten, die in musizierende Engelfiguren übergehen. Akanthusblattwerk ist auf dem Gehäuse über den Flachfeldern angebracht, schließt das gesamte Rückpositiv nach unten ab und findet sich als Schleierwerk oben und unten in den Pfeifenfeldern. Das Schnitzwerk wird Jan de Rijk zugeschrieben.

### Spätere Arbeiten
Albertus Antonius Hinsz reparierte das Instrument im Jahr 1747 und sanierte es im Jahr 1785. Er erneuerte die Manual- und Pedalklaviaturen und ergänzte in der Bassoktave die fehlenden Semitonien durch Ankoppeln an die kleine Oktave. Das Rückpositiv war jetzt vom zweiten Manual anspielbar. Klangliche Veränderungen nahm Hinsz nicht vor. In den Jahren 1800 und 1811 führte Dirk Lohman Reparaturen durch. Stärkere Eingriffe erfolgten durch Petrus van Oeckelen in den Jahren 1854 bis 1856. Er ersetzte zehn Register ganz oder teilweise, erneuerte die Manuael-Windlade (Hauptwerk), die in der Bassoktave die bis dahin fehlenden Halbtöne erhielt, und verbreiterte das Untergehäuse und das Pedalwerk. 1891 ersetzte dieselbe Werkstatt Schnitgers vier Keilbälge durch vertikale Magazinbälge.

### Restaurierung
In einem ersten Bauabschnitt führte Bernhardt Edskes im Jahr 1987 das Rückpositiv auf den ursprünglichen Zustand zurück. Fünf Register wurden unter Verwendung des erhaltenen Materials rekonstruiert, ebenso die Keilbälge und Manualklaviaturen. In einem zweiten Abschnitt restaurierte Edskes von 1999 bis 2001 das Hauptwerk und Pedalwerk einschließlich der Gehäuse. Drei verlorene Register wurden vollständig rekonstruiert, darunter die Prospektpfeifen mit vergoldeten Labien, drei Register teilweise.

## Disposition seit 2001 (= 1701)
| I Manuael CDE–c3 |        |     |
| Praestant        | 08′    | E   |
| Holpyp           | 08′    | S   |
| Octaav           | 04′    | S   |
| Spitsfluyt       | 04′    | S   |
| Quint            | 03′    | S   |
| Superoctaav      | 02′    | S/E |
| Siflet           | 1 ⁄3′0 | S/E |
| Mixtuer IV–V0    |        | S   |
| Trompet          | 08′    | E   |
| Vox Humana       | 08′    | S   |

| II Rugposityf CDEFGA–c3 |        |     |
| Praestant               | 04′    | S/E |
| Holpyp                  | 08′    | S   |
| Quintadena              | 08′    | S/E |
| Holpyp                  | 04′    | S   |
| Octaav                  | 02′    | S/E |
| Woudfluyt               | 02′    | S   |
| Quint                   | 1 ⁄2′0 | S   |
| Sesquialter II0         |        | S   |
| Scherp IV               |        | E   |
| Dulciaan                | 08′    | S   |

| Pedaal CDE–d1 |      |     |
| Bourdon       | 16′0 | S/E |
| Octaav        | 08′  | S   |
| Octaav        | 04′  | S   |
| Nachthoorn0   | 02′  | S   |
| Mixtuer IV    |      | E   |
| Basuyn        | 16′  | S   |
| Trompet       | 08′  | S   |
| Cornet        | 02′  | S   |

- Koppeln: Schiebekoppel II/I (H)
- Tremulant, Calcanten-Glocke, Windlosser
- 3 Sperrventile

Anmerkungen
S = Schnitger (1701)
E = Edskes (1987/2001)

## Technische Daten
- 28 Register, 39 Pfeifenreihen.
- Windversorgung: 
  - 3 Keilbälge (Edskes)
  - 3 Sperrventile
  - Winddruck: 66,5 mmWS
- Windladen: Rugposityf und Pedaal (Schnitger), Manuael (Edskes)
- Traktur:
  - Klaviaturen (Hinsz)
  - Tontraktur: Mechanisch
  - Registertraktur: Mechanisch
- Stimmung:
  - Vallotti-Stimmung (1/6-Komma)
  - Tonhöhe: ein Halbton über a1 = 440 Hz